# Sacco di Mordano
Il sacco di Mordano fu un episodio della prima guerra italiana che si svolse tra il 20 e il 21 ottobre del 1494 ai danni di Mordano, piccolo borgo fortificato presso Imola. La guarnigione della rocca, dopo aver opposto una valorosa resistenza, fu costretta ad arrendersi all'esercito franco-milanese, che saccheggiò e incendiò il paese.

## Storia

### Antefatti
Nel giugno 1494 l'esercito francese guidato da re Carlo VIII, sollecitato da vari stati italiani, era ormai pronto ad una spedizione nella Penisola per terra e per mare con l'obiettivo di conquistare il Regno di Napoli. Consapevole della situazione, Ludovico il Moro aveva invitato la nipote Caterina Sforza, reggente della signoria di Imola e Forlì per conto del figlio quindicenne Ottaviano Riario, ad affiancarsi ad esso e al Ducato di Milano, che comandava de facto, contro il Regno di Napoli. L'anno prima infatti i rapporti tra questi due stati si erano deteriorati dopo che Isabella d'Aragona, nipote di re Ferrante e Duchessa di Milano, aveva scritto al padre Alfonso d'Aragona lamentandosi della subalternità del duca legittimo Gian Galeazzo Maria Sforza verso il Moro, che di fatto governava lo stato, avendo confinato lo Sforza nel lusso del castello di Pavia.
Pochi mesi dopo re Ferrante morì. Al suo posto salì al trono Alfonso d'Aragona, che dichiarò guerra al Ducato di Milano, appoggiato dallo Stato Pontificio e dalla Repubblica di Firenze in funzione anti-francese. Papa Alessandro VI inviò il cardinale Raffaele Riario a Forlimpopoli per cercare di persuadere Caterina ad allearsi con i napoletani. Ma essa, malgrado il legame di sangue con il Moro e i buoni rapporti con re Alfonso, decise di rimanere neutrale al fine di non coinvolgere la sua piccola signoria in una guerra che le sarebbe potuta costare lo stato. Venuta a conoscenza dei movimenti delle truppe francesi e dei loro alleati, Caterina si preparò alla guerra facendo ritirare la sua gente all'interno delle mura cittadine, nei castelli e nei borghi fortificati di cui era punteggiata la Romagna e rafforzando le guarnigioni delle rocche di Imola, Tossignano, Bubano e Mordano. Sin da maggio quattro o cinque squadre di cavalieri e balestrieri a cavallo dell'esercito sforzesco erano penetrate in Romagna in piccoli contingenti, accampandosi tra Cesena e Bertinoro, senza tuttavia provocare alcun danno al territorio. Verso la fine di agosto il grosso dell'esercito sforzesco, guidato dai fratelli Gian Francesco e Gaspare Sanseverino (detto Fracasso), era giunto nei pressi di Bologna e si era poi portato a Cotignola, villaggio d'origine degli Sforza. Nei giorni seguenti i legati di Milano e di Napoli cercarono nuovamente di persuadere Caterina, che infine decise di allearsi con la lega anti-francese dietro il pagamento di 16 000 ducati d'oro.

### Assalto
Il 5 settembre l'esercito napoletano, al comando del duca di Calabria Ferrandino, entrò nel territorio della signoria di Imola e Forlì attestandosi attorno a Villafranca (oggi frazione di Forlì). Il 23 settembre Ferrandino incontrò personalmente Caterina poco fuori la rocca di Bagnara e i due si accordarono sulle operazioni. Il 17 ottobre l'esercito napoletano si spostò nella vicina Mordano ed effettuò una serie di attacchi provocatori presso il campo dei francesi per istigarli alla battaglia campale. Ripiegò poi a nord verso Sant'Agata per tallonarli. Seguirono alcune scaramucce in cui i napoletani ebbero la meglio ma non seppero approfittare dell'occasione per attaccare il campo francese. In seguito i francesi riuscirono a far ripiegare i napoletani presso Mordano solo per essere respinti dal coraggio dei difensori del villaggio.
Il 20 ottobre l'esercito franco-milanese guidato dall'Aubigny e da Fracasso marciò su Mordano circondando il villaggio, spinto dai francesi che volevano vendicare l'umiliazione del giorno precedente. Fracasso, conoscendo la brutalità dei francesi, intavolò trattative con la guarnigione del castello sotto il comando di Marino Mercatelli per convincerla ad abbandonarlo pacificamente. Il Mercatelli, d'accordo con monsignor Gianfrancesco Borelli, governatore di Mordano, e con il conte Calderini, non volle cedere la rocca dicendosi pronto a morire.
Fallita la trattativa, le bombarde francesi iniziarono a martellare la rocca di Mordano provocando gravi danni a torri e mura. Il Burrièl racconta che l'assalto francese scattò  verso le tre del pomeriggio allorché un certo Johannes, artigliere tedesco, uccise un nobile nemico con un colpo di spingarda. L'esercito francese tentò la scalata ma i difensori, pur in numero esiguo, riuscirono a rovesciare le scale e a ferire numerosi soldati a colpi di spingarda e archibugio. Infine, le catene che sostenevano il ponte levatoio furono spezzate dall'artiglieria francese in modo tale che la fanteria riuscì a giungere presso il portone e ad abbatterlo a colpi di scure; un gruppo di francesi inoltre raggiunse ed aprì una piccola porta secondaria penetrando nel castello. La guarnigione, attaccata su tre fronti e ormai sfinita, fu costretta ad arrendersi quando mancava ormai un'ora a mezzanotte.

### Conseguenze
La mattina del giorno seguente i francesi si apprestavano a saccheggiare la rocca ma, essendosi ammassati sul ponte levatoio, lo fecero crollare: molti finirono annegati o schiacciati nel fossato sottostante. Una volta preso il castello, invasero il borgo di Mordano, saccheggiandolo, incendiandolo e compiendo ogni sorta di violenza. Risparmiarono il Palazzo del Comune e furono costretti dai milanesi a risparmiare perlomeno gli arredi sacri delle chiese dove si erano rifugiate le poche donne rimaste. Fracasso, per evitare un massacro, inviò i soldati milanesi nel castello e nel paese ordinando loro di frapporsi tra i francesi, facendo in modo che i mordanesi si consegnassero ai primi, e sottrasse così molte donne alla furia dei francesi.
(Bernardino Zambotti, Diario ferrarese.)
I francesi, adirati per questa decisione, furono sul punto di attaccare i loro stessi alleati e furono calmati solo quando fu loro concessa l'esecuzione per squartamento dell'artigliere Johannes. Il Mercatelli e il Borelli furono presi prigionieri; in seguito vennero riscattati da Caterina Sforza. Il Calderini, travestitosi e fintosi francese insieme ad alcuni soldati, riuscì a fuggire dal castello attraverso il portello da cui erano entrati i nemici e corse ad Imola ad avvisare Caterina. Dopo il saccheggio di Mordano, l'esercito francese devastò le terre attorno a Bubano e a Bagnara per poi marciare verso Forlì.
Quella stessa mattina Caterina, appresi i movimenti francesi, aveva pregato Ferrandino d'Aragona di accorrere in suo aiuto ma questi, dopo essersi consultato con i suoi generali, decise di non muoversi dalla propria posizione nei pressi di Faenza, reputando che l'esercito francese fosse ormai troppo numeroso. Stando al cronista Antonio Grumello Pavese, invece, Ferrandino si addolorò molto alla notizia del sacco e predispose l'esercito per attaccare battaglia al Gian Francesco Sanseverino, ma quest'ultimo - avendo conosciute le sue intenzioni per mezzo di spie - spostò le proprie truppe segretamente e si fortificò in "boni bastioni", cosicché Ferrandino "di mala voglia" dovette desistere. Caterina Sforza, infuriata per il tradimento e la perdita di Mordano, decise di avviare contatti con Gian Francesco Sanseverino per concludere una nuova alleanza. Ferrandino, appresa la notizia, decise di lasciare Faenza coi propri uomini e a mettersi sulla via per Cesena. 

Il cronista forlivese Leone Cobelli, nell'annotare questo fatto, biasimò il comportamento della contessa Caterina, lodando viceversa quello di Ferrandino, poiché, nonostante i due fossero ormai nemici e nonostante l'esercito napoletano fosse a corto di viveri, non essendo stato ben rifornito dalla contessa neppure quando erano alleati, egli si comportò sempre onestamente, non volle indulgere in rappresaglie contro la contessa, mentre Caterina non esitò a mandare i propri uomini a derubarlo, seppure senza successo:
(Leone Cobelli, Cronache Forlivesi)